# Sistema de ligas de fútbol de Francia
El sistema de ligas de fútbol de Francia es un sistema de ligas interconectadas que incluye clubes de Francia y Mónaco. Son organizadas por la Ligue de Football Profesional y la Federación Francesa de Fútbol. Este sistema cuenta con una modalidad de descensos y ascensos entre diferentes ligas en diferentes niveles, que permiten que incluso el club más pequeño pueda llegar a estar en el nivel más alto. 
El sistema piramidal de ligas en Francia, se divide en las ligas nacionales (Francia metropolitana) y en las ligas de los de Departamento de ultramar. Francia cuenta con ligas en categoría masculina y femenina absoluta de nivel profesional, semiprofesional  no profesional y cuenta con ligas de desarrollo para jóvenes menores de 19 y 17 años. El número exacto de clubes participantes varía cada año, pero se puede estimar en más de 15.000.

## Reglamento
Para participar en las competiciones de fútbol organizadas por la Federación Francesa de Fútbol, los clubes deben tener un estadio donde jugar y equipos juveniles. Cuando un club asciende de categoría, las exigencias al club en términos de instalaciones (estadio en particular) y equipos juveniles se vuelven más estrictas. Los clubes que no puedan tener equipos juveniles y/o no tengan un estadio donde jugar sus partidos, podrán hacer parte de otros tipos de competiciones tipo amateur, siempre vigiladas y controladas por la federación.
Un club puede tener uno o más equipos de reservas. Estos equipos son independientes y pueden ascender o descender de categoría, sin embargo solo pueden llegar hasta máximo el cuarto nivel del fútbol nacional francés, el "National 2".

## Fútbol masculino

### Ligas nacionales
Los dos primeros niveles del sistema de ligas son organizadas por la Ligue de Football Professionnel, que incluye las dos ligas profesionales, la Ligue 1 y la Ligue 2.  Desde el nivel 3, las categorías son semi-profesionales y organizadas por la Federación Francesa de Fútbol.
Los equipos que terminen la temporada en los primeros lugares de su división, pueden ascender categoría. En la ligue 1, tendrá acceso a las competiciones europeas como la Liga de Campeones de la UEFA o la Liga Europa de la UEFA. Así mismo, los clubes que terminen en los últimos lugares descenderan a una división inferior. 
Todos los clubes pueden participar en la Copa de Francia, pero no todos en la Copa de la Liga de Francia reservado exclusivamente a equipos profesionales. 
| Nivel  | Liga(s)/Division(es) | Liga(s)/Division(es) | Liga(s)/Division(es) | Liga(s)/Division(es) | Liga(s)/Division(es) | Liga(s)/Division(es) | Liga(s)/Division(es) | Liga(s)/Division(es) | Liga(s)/Division(es) | Liga(s)/Division(es) | Liga(s)/Division(es) | Liga(s)/Division(es) |
| ------ | --- | --- | --- | --- | --- | --- | --- | --- | --- | --- | --- | --- |
| 1      | Ligue 1 18 clubes (1 club de Mónaco) | Ligue 1 18 clubes (1 club de Mónaco) | Ligue 1 18 clubes (1 club de Mónaco) | Ligue 1 18 clubes (1 club de Mónaco) | Ligue 1 18 clubes (1 club de Mónaco) | Ligue 1 18 clubes (1 club de Mónaco) | Ligue 1 18 clubes (1 club de Mónaco) | Ligue 1 18 clubes (1 club de Mónaco) | Ligue 1 18 clubes (1 club de Mónaco) | Ligue 1 18 clubes (1 club de Mónaco) | Ligue 1 18 clubes (1 club de Mónaco) | Ligue 1 18 clubes (1 club de Mónaco) |
| 2      | Ligue 2 18 clubes | Ligue 2 18 clubes | Ligue 2 18 clubes | Ligue 2 18 clubes | Ligue 2 18 clubes | Ligue 2 18 clubes | Ligue 2 18 clubes | Ligue 2 18 clubes | Ligue 2 18 clubes | Ligue 2 18 clubes | Ligue 2 18 clubes | Ligue 2 18 clubes |
| 3      | National 17 clubes | National 17 clubes | National 17 clubes | National 17 clubes | National 17 clubes | National 17 clubes | National 17 clubes | National 17 clubes | National 17 clubes | National 17 clubes | National 17 clubes | National 17 clubes |
| 4      | National 2 56 clubes en 4 grupos | National 2 56 clubes en 4 grupos | National 2 56 clubes en 4 grupos | National 2 56 clubes en 4 grupos | National 2 56 clubes en 4 grupos | National 2 56 clubes en 4 grupos | National 2 56 clubes en 4 grupos | National 2 56 clubes en 4 grupos | National 2 56 clubes en 4 grupos | National 2 56 clubes en 4 grupos | National 2 56 clubes en 4 grupos | National 2 56 clubes en 4 grupos |
| 4      | Grupo A 14 clubes | Grupo A 14 clubes | Grupo A 14 clubes | Grupo B 14 clubes | Grupo B 14 clubes | Grupo B 14 clubes | Grupo C 14 clubes | Grupo C 14 clubes | Grupo C 14 clubes | Grupo D 14 clubes | Grupo D 14 clubes | Grupo D 14 clubes |
| 5      | National 3 168 clubes en 12 grupos regionales | National 3 168 clubes en 12 grupos regionales | National 3 168 clubes en 12 grupos regionales | National 3 168 clubes en 12 grupos regionales | National 3 168 clubes en 12 grupos regionales | National 3 168 clubes en 12 grupos regionales | National 3 168 clubes en 12 grupos regionales | National 3 168 clubes en 12 grupos regionales | National 3 168 clubes en 12 grupos regionales | National 3 168 clubes en 12 grupos regionales | National 3 168 clubes en 12 grupos regionales | National 3 168 clubes en 12 grupos regionales |
| 5      | Grupo Auvernia-Ródano-Alpes 14 clubes | Grupo Borgoña-Franco Condado 14 clubes | Grupo Bretaña 14 clubes | Grupo Centro-Valle de Loira 14 clubes | Grupo Gran Este : Alsacia, Lorena y Champagne-Ardenne 14 clubes | Grupo Alta Francia 14 clubes | Grupo Isla de Francia 14 clubes | Grupo Normandia 14 clubes | Grupo Nueva Aquitania 14 clubes | Grupo Occitania 14 clubes | Grupo País del Loira 14 clubes | Grupo Provenza-Alpes-Côte d'Azur y Corsica 14 clubes |
| 6 - 8  | Ligas Regionales Compuesto de uno a tres grupos de 12 a 14 clubes y organizado por cada Liga Regional. Las ligas regionales se dividen en Regional 1 (6 nivel), Regional 2 (7 nivel) y Regional 3 (8 nivel)                                                                                       | Ligas Regionales Compuesto de uno a tres grupos de 12 a 14 clubes y organizado por cada Liga Regional. Las ligas regionales se dividen en Regional 1 (6 nivel), Regional 2 (7 nivel) y Regional 3 (8 nivel)                                                                                       | Ligas Regionales Compuesto de uno a tres grupos de 12 a 14 clubes y organizado por cada Liga Regional. Las ligas regionales se dividen en Regional 1 (6 nivel), Regional 2 (7 nivel) y Regional 3 (8 nivel)                                                                                       | Ligas Regionales Compuesto de uno a tres grupos de 12 a 14 clubes y organizado por cada Liga Regional. Las ligas regionales se dividen en Regional 1 (6 nivel), Regional 2 (7 nivel) y Regional 3 (8 nivel)                                                                                       | Ligas Regionales Compuesto de uno a tres grupos de 12 a 14 clubes y organizado por cada Liga Regional. Las ligas regionales se dividen en Regional 1 (6 nivel), Regional 2 (7 nivel) y Regional 3 (8 nivel)                                                                                       | Ligas Regionales Compuesto de uno a tres grupos de 12 a 14 clubes y organizado por cada Liga Regional. Las ligas regionales se dividen en Regional 1 (6 nivel), Regional 2 (7 nivel) y Regional 3 (8 nivel)                                                                                       | Ligas Regionales Compuesto de uno a tres grupos de 12 a 14 clubes y organizado por cada Liga Regional. Las ligas regionales se dividen en Regional 1 (6 nivel), Regional 2 (7 nivel) y Regional 3 (8 nivel)                                                                                       | Ligas Regionales Compuesto de uno a tres grupos de 12 a 14 clubes y organizado por cada Liga Regional. Las ligas regionales se dividen en Regional 1 (6 nivel), Regional 2 (7 nivel) y Regional 3 (8 nivel)                                                                                       | Ligas Regionales Compuesto de uno a tres grupos de 12 a 14 clubes y organizado por cada Liga Regional. Las ligas regionales se dividen en Regional 1 (6 nivel), Regional 2 (7 nivel) y Regional 3 (8 nivel)                                                                                       | Ligas Regionales Compuesto de uno a tres grupos de 12 a 14 clubes y organizado por cada Liga Regional. Las ligas regionales se dividen en Regional 1 (6 nivel), Regional 2 (7 nivel) y Regional 3 (8 nivel)                                                                                       | Ligas Regionales Compuesto de uno a tres grupos de 12 a 14 clubes y organizado por cada Liga Regional. Las ligas regionales se dividen en Regional 1 (6 nivel), Regional 2 (7 nivel) y Regional 3 (8 nivel)                                                                                       | Ligas Regionales Compuesto de uno a tres grupos de 12 a 14 clubes y organizado por cada Liga Regional. Las ligas regionales se dividen en Regional 1 (6 nivel), Regional 2 (7 nivel) y Regional 3 (8 nivel)                                                                                       |
| 9 - 17 | Distritos Departamentales Compuesto por grupos y organizado por cada distrito departamental que depende de su liga regional correspondiente. Los distritos departamentales se dividen en Departamental 1 (9 nivel) hasta Departamental 9 (17 nivel), según la organización de cada liga regional. | Distritos Departamentales Compuesto por grupos y organizado por cada distrito departamental que depende de su liga regional correspondiente. Los distritos departamentales se dividen en Departamental 1 (9 nivel) hasta Departamental 9 (17 nivel), según la organización de cada liga regional. | Distritos Departamentales Compuesto por grupos y organizado por cada distrito departamental que depende de su liga regional correspondiente. Los distritos departamentales se dividen en Departamental 1 (9 nivel) hasta Departamental 9 (17 nivel), según la organización de cada liga regional. | Distritos Departamentales Compuesto por grupos y organizado por cada distrito departamental que depende de su liga regional correspondiente. Los distritos departamentales se dividen en Departamental 1 (9 nivel) hasta Departamental 9 (17 nivel), según la organización de cada liga regional. | Distritos Departamentales Compuesto por grupos y organizado por cada distrito departamental que depende de su liga regional correspondiente. Los distritos departamentales se dividen en Departamental 1 (9 nivel) hasta Departamental 9 (17 nivel), según la organización de cada liga regional. | Distritos Departamentales Compuesto por grupos y organizado por cada distrito departamental que depende de su liga regional correspondiente. Los distritos departamentales se dividen en Departamental 1 (9 nivel) hasta Departamental 9 (17 nivel), según la organización de cada liga regional. | Distritos Departamentales Compuesto por grupos y organizado por cada distrito departamental que depende de su liga regional correspondiente. Los distritos departamentales se dividen en Departamental 1 (9 nivel) hasta Departamental 9 (17 nivel), según la organización de cada liga regional. | Distritos Departamentales Compuesto por grupos y organizado por cada distrito departamental que depende de su liga regional correspondiente. Los distritos departamentales se dividen en Departamental 1 (9 nivel) hasta Departamental 9 (17 nivel), según la organización de cada liga regional. | Distritos Departamentales Compuesto por grupos y organizado por cada distrito departamental que depende de su liga regional correspondiente. Los distritos departamentales se dividen en Departamental 1 (9 nivel) hasta Departamental 9 (17 nivel), según la organización de cada liga regional. | Distritos Departamentales Compuesto por grupos y organizado por cada distrito departamental que depende de su liga regional correspondiente. Los distritos departamentales se dividen en Departamental 1 (9 nivel) hasta Departamental 9 (17 nivel), según la organización de cada liga regional. | Distritos Departamentales Compuesto por grupos y organizado por cada distrito departamental que depende de su liga regional correspondiente. Los distritos departamentales se dividen en Departamental 1 (9 nivel) hasta Departamental 9 (17 nivel), según la organización de cada liga regional. | Distritos Departamentales Compuesto por grupos y organizado por cada distrito departamental que depende de su liga regional correspondiente. Los distritos departamentales se dividen en Departamental 1 (9 nivel) hasta Departamental 9 (17 nivel), según la organización de cada liga regional. |

### Ligas de ultramar
Los equipos de los departamentos de ultramar no pueden acceder a los campeonatos nacionales de la Francia metropolitana. Por lo tanto se consideran ligas aparte con su propio sistema piramidal. Sin embargo, todos los clubes de estas ligas pueden participar en la Copa de Francia.
La Liga de Fútbol de Guadalupe, la Liga de Fútbol de la Guayana Francesa y la Liga de Fútbol de Martinica son miembros de CFU y la CONCACAF, por lo tanto sus clubes pueden acceder a competiciones internacionales como la Liga de Campeones de la Concacaf. Por su parte, la liga de la Reunión, miembro asociado de la CAF, sus clubes pueden participar en la Liga de Campeones de la CAF. Por su parte la Primera División de Polinesia Francesa y la Superliga de Nueva Caledonia son autónomas y participan directamente en las competiciones de la OFC.
| Nivel | Guadeloupe                                                        | Guayana Francesa                                                       | Martinica                                                         | Mayotte                                                                   | Réunion                                                        | Polinesia Francesa                 |
| ----- | ----------------------------------------------------------------- | ---------------------------------------------------------------------- | ----------------------------------------------------------------- | ------------------------------------------------------------------------- | -------------------------------------------------------------- | ---------------------------------- |
| 1     | Division d'Honneur 14 clubes categoría no profesional             | Ligue Régionale 1 14 clubes categoría no profesional                   | Ligue Régionale 1 14 clubes categoría no profesional              | Division 1 Régionale 14 clubes categoría no profesional                   | Régionale 1 14 clubes categoría no profesional                 | 12 clubes categoría no profesional |
| 2     | Promotion d'Honneur Régional 14 clubes categoría no profesional   | Ligue Régionale 2 14 clubes categoría no profesional                   | Ligue Régionale 2 14 clubes categoría no profesional              | Division 2 Régionale 14 clubes categoría no profesional                   | Régionale 2 2 groupos de 12 clubes categoría no profesional    |                                    |
| 3     | Promotion d'Honneur 14 clubes categoría no profesional            | Ligue Régionale 3 3 groupos de 13 y 14 clubes categoría no profesional | Ligue Régionale 3 3 groupos de 16 clubes categoría no profesional | Division 2 Départementale 3 groupos de 16 clubes categoría no profesional | Départementale 2 70 clubes (6 grupos) categoría no profesional |                                    |
| 4     | Première Division 2 groupos de 11 clubes categoría no profesional |                                                                        |                                                                   | Division 3 Départementale 3 groupos de 11 clubes categoría no profesional |                                                                |                                    |

Otras ligas de ultramar:
- Superliga de Nueva Caledonia

## Fútbol femenino

### Ligas nacionales
| 1   | Division 1 Féminine 12 clubes | Division 1 Féminine 12 clubes | | |
| 2   | Division 2 Féminine 24 clubes en 2 grupos | Division 2 Féminine 24 clubes en 2 grupos | | |
| 2   | Grupo A (12 clubes) | Grupo B (12 clubes) | | |
| 3-4 | Liga Regional . 12 ligas regionales de Francia. La liga Regional 1 es el 3 nivel y la liga regional 2, es el 4 nivel cada liga regional tiene mínimo 10 clubes.                         | Liga Regional . 12 ligas regionales de Francia. La liga Regional 1 es el 3 nivel y la liga regional 2, es el 4 nivel cada liga regional tiene mínimo 10 clubes.                         | Liga Regional . 12 ligas regionales de Francia. La liga Regional 1 es el 3 nivel y la liga regional 2, es el 4 nivel cada liga regional tiene mínimo 10 clubes.                         | Liga Regional . 12 ligas regionales de Francia. La liga Regional 1 es el 3 nivel y la liga regional 2, es el 4 nivel cada liga regional tiene mínimo 10 clubes.                         |
| 5-7 | Distrito departamental. Se dividen en los diferentes distritos departamentales. El Departamental 1 es el nivel 5 , el Departamental 2 es el nivel 6 y el Departamental 3 es el nivel 7. | Distrito departamental. Se dividen en los diferentes distritos departamentales. El Departamental 1 es el nivel 5 , el Departamental 2 es el nivel 6 y el Departamental 3 es el nivel 7. | Distrito departamental. Se dividen en los diferentes distritos departamentales. El Departamental 1 es el nivel 5 , el Departamental 2 es el nivel 6 y el Departamental 3 es el nivel 7. | Distrito departamental. Se dividen en los diferentes distritos departamentales. El Departamental 1 es el nivel 5 , el Departamental 2 es el nivel 6 y el Departamental 3 es el nivel 7. |

### Ligas de ultramar
| Nivel              | Guadeloupe                                             | Guayana Francesa                                      | Martinica                                             | Mayotte                                                | Réunion                                                 |
| ------------------ | ------------------------------------------------------ | ----------------------------------------------------- | ----------------------------------------------------- | ------------------------------------------------------ | ------------------------------------------------------- |
| Categoria Feminina |                                                        |                                                       |                                                       |                                                        |                                                         |
| 1                  | Division Excellence 12 clubes categoría no profesional | Championnat féminin 9 clubes categoría no profesional | Championnat féminin 9 clubes categoría no profesional | Division 1 Féminine 12 clubes categoría no profesional | Régionale 1 Féminine 11 clubes categoría no profesional |
| 2                  |                                                        |                                                       |                                                       | Division 2 Féminine 14 clubes categoría no profesional | Régionale 2 Féminine 11 clubes categoría no profesional |

## Fútbol masculino Ligas Regionales y Departamentales

### Ligas regionales, Nivel 6 hasta 9
| Ligas                                        | Nivel 6                          | Nivel 7                                    | Nivel 8                            | Nivel 9                                 |
| -------------------------------------------- | -------------------------------- | ------------------------------------------ | ---------------------------------- | --------------------------------------- |
| Auvergne-Rhône-Alpes                         | Regional 1                       | Regional 2                                 | Regional 3                         |                                         |
| Bourgogne-Franche-Comté                      | Regional 1                       | Regional 2                                 | Regional 3                         |                                         |
| Brittany                                     | Regional 1                       | Regional 2                                 | Regional 3                         |                                         |
| Centre-Val de Loire                          | Regional 1                       | Regional 2                                 | Regional 3                         |                                         |
| Corsica                                      | Regional 1                       | Regional 2                                 | Regional 3                         | Regional 4                              |
| Gran Este : Alsacia-Lorena -Champaña-Ardenas | Regional 1 3 grupos de 14 clubes | Regional 2 4 grupos de 14 clubes y 2 de 13 | Regional 3 17 grupos de 12 clubes  | Regional 4 Divisiones departamentales   |
| Hauts-de-France                              | Regional 1                       | Regional 2                                 | Regional 3                         | Regional 4 (Solo en Nord-Pas-de-Calais) |
| Méditerranée                                 | Regional 1                       | Regional 2                                 |                                    |                                         |
| Normandy                                     | Regional 1                       | Regional 2                                 | Regional 3                         |                                         |
| Nouvelle Aquitaine                           | Regional 1                       | Regional 2                                 | Regional 3                         | Regional 4                              |
| Occitanie                                    | Regional 1                       | Regional 2                                 | Regional 3 (Solo en Midi-Pyrénées) | Promotion Ligue (Solo en Midi-Pyrénées) |
| Paris Île-de-France                          | Regional 1                       | Regional 2                                 | Regional 3                         | Regional 4                              |
| Pays de la Loire                             | Division Honneur                 | Division Régionale Supérieure              | Division Régionale Honneur         | Promotion Honneur                       |

### Ligas departamentales, Nivel 9 hasta 17

#### Región de Auvergne-Rhône-Alpes
| Distritos departamentales | Nivel 9         | Nivel 10        | Nivel 11        | Nivel 12        | Nivel 13        | Nivel 14        |
| ------------------------- | --------------- | --------------- | --------------- | --------------- | --------------- | --------------- |
| Ain                       | Départemental 1 | Départemental 2 | Départemental 3 | Départemental 4 | Départemental 5 | Départemental 6 |
| Allier                    | Départemental 1 | Départemental 2 | Départemental 3 | Départemental 4 | Départemental 5 |                 |
| Cantal                    | Départemental 1 | Départemental 2 | Départemental 3 | Départemental 4 | Départemental 5 |                 |
| Drôme-Ardèche             | Départemental 1 | Départemental 2 | Départemental 3 | Départemental 4 | Départemental 5 | Départemental 6 |
| Haute-Loire               | Départemental 1 | Départemental 2 | Départemental 3 | Départemental 4 | Départemental 5 |                 |
| Haute-Savoie et Pays Gex  | Départemental 1 | Départemental 2 | Départemental 3 | Départemental 4 | Départemental 5 |                 |
| Isère                     | Départemental 1 | Départemental 2 | Départemental 3 | Départemental 4 | Départemental 5 | Départemental 6 |
| Loire                     | Départemental 1 | Départemental 2 | Départemental 3 | Départemental 4 | Départemental 5 |                 |
| Lyon et Rhône             | Départemental 1 | Départemental 2 | Départemental 3 | Départemental 4 | Départemental 5 |                 |
| Puy-de-Dôme               | Départemental 1 | Départemental 2 | Départemental 3 | Départemental 4 | Départemental 5 |                 |
| Savoie                    | Départemental 1 | Départemental 2 | Départemental 3 | Départemental 4 | Départemental 5 |                 |

#### Región de Bourgogne-Franche-Comté
| Distritos departamentales   | Nivel 9         | Nivel 10        | Nivel 11        | Nivel 12        |
| --------------------------- | --------------- | --------------- | --------------- | --------------- |
| Côte-d'Or                   | Départemental 1 | Départemental 2 | Départemental 3 | Départemental 4 |
| Doubs-Territoire de Belfort | Départemental 1 | Départemental 2 | Départemental 3 | Départemental 4 |
| Haute-Saône                 | Départemental 1 | Départemental 2 | Départemental 3 | Départemental 4 |
| Jura                        | Départemental 1 | Départemental 2 | Départemental 3 | Départemental 4 |
| Nièvre                      | Départemental 1 | Départemental 2 | Départemental 3 | Départemental 4 |
| Saône-et-Loire              | Départemental 1 | Départemental 2 | Départemental 3 | Départemental 4 |
| Yonne                       | Départemental 1 | Départemental 2 | Départemental 3 | Départemental 4 |

#### Región de Bretaña
| Distritos departamentales | Nivel 9         | Nivel 10        | Nivel 11        | Nivel 12        | Nivel 13        |
| ------------------------- | --------------- | --------------- | --------------- | --------------- | --------------- |
| Côtes-d'Armor             | Départemental 1 | Départemental 2 | Départemental 3 | Départemental 4 |                 |
| Finistère                 | Départemental 1 | Départemental 2 | Départemental 3 | Départemental 4 |                 |
| Ille-et-Vilaine           | Départemental 1 | Départemental 2 | Départemental 3 | Départemental 4 | Départemental 5 |
| Morbihan                  | Départemental 1 | Départemental 2 | Départemental 3 | Départemental 4 |                 |

#### Región de Centre-Val de Loire
| Distritos departamentales | Nivel 9         | Nivel 10        | Nivel 11        | Nivel 12        | Nivel 13        |
| ------------------------- | --------------- | --------------- | --------------- | --------------- | --------------- |
| Cher                      | Départemental 1 | Départemental 2 | Départemental 3 | Départemental 4 | Départemental 5 |
| Eure-et-Loir              | Départemental 1 | Départemental 2 | Départemental 3 | Départemental 4 |                 |
| Indre                     | Départemental 1 | Départemental 2 | Départemental 3 | Départemental 4 | Départemental 5 |
| Indre-et-Loire            | Départemental 1 | Départemental 2 | Départemental 3 | Départemental 4 | Départemental 5 |
| Loiret                    | Départemental 1 | Départemental 2 | Départemental 3 | Départemental 4 | Départemental 5 |
| Loir-et-Cher              | Départemental 1 | Départemental 2 | Départemental 3 | Départemental 4 | Départemental 5 |

#### Región de Gran Este
| Distritos departamentales | Nivel 9                    | Nivel 10        | Nivel 11        | Nivel 12        | Nivel 13     | Nivel        | Nivel 15     | Nivel 16     | Nivel 17     |
| ------------------------- | -------------------------- | --------------- | --------------- | --------------- | ------------ | ------------ | ------------ | ------------ | ------------ |
| Alsace Bas-Rhin           | Promotion Honneur          | Promotion A     | Division 1 A    | Division 2 A    | Division 3 A | Promotion B  | Division 1 B | Division 2 B | Division 3 B |
| Alsace Haut-Rhin          | Promotion Honneur          | Division 1 A    | Division 2 A    | Division 3 A    | Promotion B  | Division 1 B | Division 2 B |              |              |
| Ardennes                  | District 1                 | District 2      | District 3      | District 4      |              |              |              |              |              |
| Aube                      | Départemental 1            | Départemental 2 | Départemental 3 | Départemental 4 |              |              |              |              |              |
| Haute-Marne               | Départemental 1            | Départemental 2 | Départemental 3 | Départemental 4 |              |              |              |              |              |
| Marne                     | District 1                 | District 2      | District 3      | District 4      |              |              |              |              |              |
| Meurthe-et-Moselle        | Division 1                 | Division 2      | Division 3      | Division 4      |              |              |              |              |              |
| Meuse                     | Sector Lorraine Regional 4 | Division 1      | Division 2      | Division 3      |              |              |              |              |              |
| Moselle                   | Sector Lorraine Regional 4 | Division 1      | Division 2      | Division 3      | Division 4   |              |              |              |              |
| Vosges                    | Sector Lorraine Regional 4 | Division 1      | Division 2      | Division 3      | Division 4   |              |              |              |              |

#### Región de Alta Francia
| Distritos departamentales    | Nivel 9                              | Nivel 10        | Nivel 11        | Nivel 12        | Nivel 13        | Nivel 14        | Nivel 15        | Nivel 16        |
| ---------------------------- | ------------------------------------ | --------------- | --------------- | --------------- | --------------- | --------------- | --------------- | --------------- |
| Aisne                        | Départemental 1                      | Départemental 2 | Départemental 3 | Départemental 4 | Départemental 5 |                 |                 |                 |
| Artois (Pas-de-Calais)       | Sector Nord Pas-de-Calais Regional 4 | Départemental 1 | Départemental 2 | Départemental 3 | Départemental 4 | Départemental 5 | Départemental 6 | Départemental 7 |
| Côte d'Opale (Pas-de-Calais) | Sector Nord Pas-de-Calais Regional 4 | Départemental 1 | Départemental 2 | Départemental 3 | Départemental 4 | Départemental 5 | Départemental 6 | Départemental 7 |
| Escaut (Nord)                | Sector Nord Pas-de-Calais Regional 4 | Départemental 1 | Départemental 2 | Départemental 3 | Départemental 4 | Départemental 5 | Départemental 6 | Départemental 7 |
| Flandre (Nord)               | Sector Nord Pas-de-Calais Regional 4 | Départemental 1 | Départemental 2 | Départemental 3 | Départemental 4 | Départemental 5 | Départemental 6 | Départemental 7 |
| Oise                         | Départemental 1                      | Départemental 2 | Départemental 3 | Départemental 4 | Départemental 5 | Départemental 6 |                 |                 |
| Somme                        | Départemental 1                      | Départemental 2 | Départemental 3 | Départemental 4 | Départemental 5 | Départemental 6 | Départemental 7 |                 |

#### Región Mediterráneo y Córcega
| Distritos departamentales                      | Nivel 8         | Nivel 9         | Nivel 10        | Nivel 11        | Nivel 12   |
| ---------------------------------------------- | --------------- | --------------- | --------------- | --------------- | ---------- |
| Alpes (Alpes-de-Haute-Provence y Hautes-Alpes) | District 1      | District 2      | District 3      | District 4      |            |
| Côte d'Azur (Alpes-Maritimes)                  | District 1      | District 2      | District 3      | District 4      | District 5 |
| Provence (Bouches-du-Rhône)                    | Départemental 1 | Départemental 2 | Départemental 3 | Départemental 4 |            |
| Grand Vaucluse                                 | District 1      | District 2      | District 3      | District 4      | District 5 |
| Var                                            | Départemental 1 | Départemental 2 | Départemental 3 | Départemental 4 |            |

#### Región de Normandía
| Distritos departamentales | Nivel 9         | Nivel 10        | Nivel 11        | Nivel 12        | Nivel 13        |
| ------------------------- | --------------- | --------------- | --------------- | --------------- | --------------- |
| Calvados                  | Départemental 1 | Départemental 2 | Départemental 3 | Départemental 4 |                 |
| Eure                      | Départemental 1 | Départemental 2 | Départemental 3 | Départemental 4 |                 |
| Manche                    | Départemental 1 | Départemental 2 | Départemental 3 | Départemental 4 | Départemental 5 |
| Orne                      | Départemental 1 | Départemental 2 | Départemental 3 | Départemental 4 |                 |
| Seine-Maritime            | Départemental 1 | Départemental 2 | Départemental 3 |                 |                 |

#### Región de Nueva Aquitania
| Distritos departamentales    | Nivel 10        | Nivel 11        | Nivel 12        | Nivel 13        | Nivel 14        | Nivel 15        |
| ---------------------------- | --------------- | --------------- | --------------- | --------------- | --------------- | --------------- |
| Charente                     | Départemental 1 | Départemental 2 | Départemental 3 | Départemental 4 | Départemental 5 |                 |
| Charente-Maritime            | Départemental 1 | Départemental 2 | Départemental 3 | Départemental 4 |                 |                 |
| Corrèze                      | Départemental 1 | Départemental 2 | Départemental 3 | Départemental 4 |                 |                 |
| Creuse                       | Départemental 1 | Départemental 2 | Départemental 3 | Départemental 4 |                 |                 |
| Deux-Sèvres                  | Départemental 1 | Départemental 2 | Départemental 3 | Départemental 4 | Départemental 5 |                 |
| Dordogne-Périgord (Dordogne) | Départemental 1 | Départemental 2 | Départemental 3 | Départemental 4 |                 |                 |
| Gironde                      | Départemental 1 | Départemental 2 | Départemental 3 | Départemental 4 |                 |                 |
| Haute-Vienne                 | Départemental 1 | Départemental 2 | Départemental 3 | Départemental 4 | Départemental 5 |                 |
| Landes                       | Départemental 1 | Départemental 2 | Départemental 3 | Départemental 4 |                 |                 |
| Lot-et-Garonne               | Départemental 1 | Départemental 2 | Départemental 3 | Départemental 4 |                 |                 |
| Pyrénées-Atlantiques         | Départemental 1 | Départemental 2 | Départemental 3 | Départemental 4 | Départemental 5 |                 |
| Vienne                       | Départemental 1 | Départemental 2 | Départemental 3 | Départemental 4 | Départemental 5 | Départemental 6 |

#### Región de Occitania
| Distritos departamentales | Nivel 8                         | Nivel 9                                | Nivel 10        | Nivel 11             | Nivel 12                    | Nivel 13                    | Nivel 14          |
| ------------------------- | ------------------------------- | -------------------------------------- | --------------- | -------------------- | --------------------------- | --------------------------- | ----------------- |
| Ariège                    | Sector Midi-Pyrénées Régional 3 | Sector Midi-Pyrénées Liga de Promoción | Excellence      | Première Division    | Promotion Première Division | Deuxième Division           |                   |
| Aude                      | Départemental 1                 | Départemental 2                        | Départemental 3 | Départemental 4      | Départemental 5             |                             |                   |
| Aveyron                   | Sector Midi-Pyrénées Régional 3 | Sector Midi-Pyrénées Liga de Promoción | Départemental 2 | Départemental 3      | Départemental 4             | Départemental 5             | Départemental 6   |
| Haute-Garonne             | Sector Midi-Pyrénées Régional 3 | Sector Midi-Pyrénées Liga de Promoción | Excellence      | Première Division    | Promotion Première Division | Deuxième Division           |                   |
| Hautes-Pyrénées           | Sector Midi-Pyrénées Régional 3 | Sector Midi-Pyrénées Liga de Promoción | Excellence      | Première Division    | Promotion Première Division |                             |                   |
| Gard-Lozère               | Départemental 1                 | Départemental 2                        | Départemental 3 | Départemental 4      | Départemental 5             |                             |                   |
| Gers                      | Sector Midi-Pyrénées Régional 3 | Sector Midi-Pyrénées Liga de Promoción | Départemental 1 | Départemental 2      | Départemental 3             |                             |                   |
| Hérault                   | Départemental 1                 | Départemental 2                        | Départemental 3 | Départemental 4      | Départemental 5             |                             |                   |
| Lot                       | Sector Midi-Pyrénées Régional 3 | Sector Midi-Pyrénées Liga de Promoción | Excellence      | Promotion Excellence | Première Division           | Promotion Première Division | Deuxième Division |
| Pyrénées-Orientales       | Départemental 1                 | Départemental 2                        | Départemental 3 | Départemental 4      |                             |                             |                   |
| Tarn                      | Sector Midi-Pyrénées Régional 3 | Sector Midi-Pyrénées Liga de Promoción | Départemental 1 | Départemental 2      | Départemental 3             | Départemental 4             |                   |
| Tarn-et-Garonne           | Sector Midi-Pyrénées Régional 3 | Sector Midi-Pyrénées Liga de Promoción | Excellence      | Promotion Excellence | Première Division           | Deuxième Division           |                   |

#### Región de Isla de Francia
Los clubes de los arrondissements (distritos) de París están divididos entre los tres distritos sub-urbanos. Los Altos del Sena incluye los distritos 6°, 7°, 8°, 14°, 15°, 16° y 17°, Sena-Saint Denis incluye los distritos 9°, 10°, 11°, 18°, 19°, 20° y el Valle del Marne incluye los distritos 1°, 2°, 3°, 4°, 5°, 12° y 13°.
| Distritos departamentales | Nivel 10        | Nivel 11        | Nivel 12        | Nivel 13        | Nivel 14        | Nivel 15        |
| ------------------------- | --------------- | --------------- | --------------- | --------------- | --------------- | --------------- |
| Essonne                   | Départemental 1 | Départemental 2 | Départemental 3 | Départemental 4 | Départemental 5 |                 |
| Hauts-de-Seine            | Départemental 1 | Départemental 2 | Départemental 3 | Départemental 4 | Départemental 5 | Départemental 6 |
| Seine-et-Marne            | Départemental 1 | Départemental 2 | Départemental 3 | Départemental 4 |                 |                 |
| Seine-Saint-Denis         | Départemental 1 | Départemental 2 | Départemental 3 | Départemental 4 | Départemental 5 |                 |
| Val d'Oise                | Départemental 1 | Départemental 2 | Départemental 3 | Départemental 4 | Départemental 5 |                 |
| Val-de-Marne              | Départemental 1 | Départemental 2 | Départemental 3 | Départemental 4 | Départemental 5 |                 |
| Yvelines                  | Départemental 1 | Départemental 2 | Départemental 3 | Départemental 4 | Départemental 5 | Départemental 6 |

#### Región de Países del Loira
| Distritos departamentales | Nivel 10          | Nivel 11          | Nivel 12           | Nivel 13           | Nivel 14           |
| ------------------------- | ----------------- | ----------------- | ------------------ | ------------------ | ------------------ |
| Loire-Atlantique          | Départemental 1   | Départemental 2   | Départemental 3    | Départemental 4    | Départemental 5    |
| Maine-et-Loire            | Première Division | Deuxième Division | Troisième Division | Quatrième Division | Cinquième Division |
| Mayenne                   | Départemental 1   | Départemental 2   | Départemental 3    | Départemental 4    |                    |
| Sarthe                    | Départemental 1   | Départemental 2   | Départemental 3    | Départemental 4    |                    |
| Vendée                    | Division 1        | Division 2        | Division 3         | Division 4         | Division 5         |